# (9406) 1994 WG2
A (9406) 1994 WG2 a Naprendszer kisbolygóövében található aszteroida. Ueda Szeidzsi és Kaneda Hirosi fedezte fel 1994. november 28-án.